# Euophrys sinapicolor
Euophrys sinapicolor là một loài nhện trong họ Salticidae.
Loài này thuộc chi Euophrys. Euophrys sinapicolor được Władysław Taczanowski miêu tả năm 1878.